# Living with the Past
| Recensione       | Giudizio |
| ---------------- | -------- |
| Progarchives     |          |
| George Starostin | [ 1 ]    |

Living with the Past è un album live della band progressive rock inglese Jethro Tull, pubblicato nel 2002.

## Il disco
L'album raccoglie pezzi presi da concerti dal vivo ma anche da registrazioni televisive e dalla reunion dei membri del 1968 per l'incisione di Some Day the Sun Won't Shine for You.
Le tracce 5 e 7 (The Habanero Reel e In the Grip of Stronger Stuff) sono tratte dalla discografia solista di Ian Anderson.
L'uscita del disco è stata accompagnata anche dall'uscita dell'omonimo DVD contenente molti dei brani già presenti nel CD con l'aggiunta di altri.

## Tracce
Hammersmith Apollo November 25th 2001
1. Intro (0:22)
2. My Sunday Feeling (4:00)
3. Roots To Branches (5:34)
4. Jack In The Green (2:40)
5. The Habanero Reel (4:03)
6. Sweet Dream (4:54)
7. In The Grip Of Stronger Stuff (2:57)
8. Aqualung (8:20)
9. Locomotive Breath (5:26)
10. Living In The Past (3:27)
11. Protect And Survive (1:01)

Paris, October 22nd 1999
1. Nothing Is Easy (5:16)

Acoustic Session in a Stately Home, January 2002
1. Wond'ring Aloud (1:54)
2. Life Is A Long Song (3:32)

The Zurich Dressing Room Tapes, October 13th 1989
1. A Christmas Song (3:05)
2. Cheap Day Return (1:12)
3. Mother Goose (1:57)

2 Meter Tv Session, Holland, October 19th 1999
1. Dot Com (4:28)
2. Fat Man (5:06)

Class of '68 Reunion, January, 2002
1. Some Day The Sun Won't Shine For You (4:13)

Apollo, 2001
1. Cheerio (1:36)

## Formazione
- Ian Anderson - voce, flauto traverso, chitarra acustica, mandolino, armonica a bocca
- Mick Abrahams - chitarra elettrica, voce
- Martin Barre - chitarra elettrica, flauto traverso
- Andrew Giddings - tastiere
- Glenn Cornick - basso
- Doane Perry - batteria
- Clive Bunker - batteria
- Dave Pegg - basso, mandolino
- James Duncan - batteria
- Brian Thomas - violino
- Justine Tomlinson - violino
- Malcom Henderson - viola
- Juliet Tomlinson - violoncello